# Lijst van voetbalinterlands Cyprus - Wales
Deze lijst van voetbalinterlands is een overzicht van alle officiële voetbalwedstrijden tussen de nationale teams van Cyprus en Wales. De landen speelden tot op heden zeven keer tegen elkaar, te beginnen met een kwalificatiewedstrijd voor het Wereldkampioenschap voetbal 1994, die werd gespeeld op 14 oktober 1992 in Limassol. Het laatste duel, een kwalificatiewedstrijd voor het Europees kampioenschap voetbal 2016, vond plaats in Nicosia op 3 september 2015.

## Wedstrijden
| № | Plaats   | Datum            | Competitie           | Wedstrijd      | Uitslag |
| - | -------- | ---------------- | -------------------- | -------------- | ------- |
| 1 | Limassol | 14 oktober 1992  | WK 1994 kwalificatie | Cyprus – Wales | 0 – 1   |
| 2 | Cardiff  | 13 oktober 1993  | WK 1994 kwalificatie | Wales – Cyprus | 2 – 0   |
| 3 | Limassol | 16 november 2005 | Vriendschappelijk    | Cyprus – Wales | 1 – 0   |
| 4 | Cardiff  | 11 oktober 2006  | EK 2008 kwalificatie | Wales – Cyprus | 3 – 1   |
| 5 | Nicosia  | 13 oktober 2007  | EK 2008 kwalificatie | Cyprus – Wales | 3 – 1   |
| 6 | Cardiff  | 13 oktober 2014  | EK 2016 kwalificatie | Wales − Cyprus | 2 − 1   |
| 7 | Nicosia  | 3 september 2015 | EK 2016 kwalificatie | Cyprus – Wales | 0 − 1   |

## Samenvatting
| Competitie        | Totaal gespeeld | Winst Cyprus | Gelijk | Winst Wales | Doelsaldo Cyprus – Wales |
| ----------------- | --------------- | ------------ | ------ | ----------- | ------------------------ |
| WK-kwalificatie   | 2               | 0            | 0      | 2           | 0 − 3                    |
| EK-kwalificatie   | 4               | 1            | 0      | 3           | 5 − 7                    |
| Vriendschappelijk | 1               | 1            | 0      | 0           | 1 − 0                    |
| Totaal            | 7               | 2            | 0      | 5           | 6 − 10                   |

Wedstrijden bepaald door strafschoppen worden, in lijn met de FIFA, als een gelijkspel gerekend.

## Details

### Eerste ontmoeting
| WK 1994 kwalificatie (Limassol, Cyprus, 14 oktober 1992): |       |                 |
| Cyprus                                                    | 0 – 1 | Wales           |
|                                                           | goals | 51' Mark Hughes |

### Tweede ontmoeting
| WK 1994 kwalificatie (Cardiff, Wales, 13 oktober 1993): |       |        |
| Wales                                                   | 2 – 0 | Cyprus |
| Dean Saunders 70' Ian Rush 86'                          | goals |        |

### Derde ontmoeting
| Vriendschappelijk (Limassol, Cyprus, 16 november 2005): |       |       |
| Cyprus                                                  | 1 – 0 | Wales |
| Michael Chrisis 43' (pen.)                              | goals |       |

### Zesde ontmoeting
| EK 2016 kwalificatie (scheidsrechter Manuel Gräfe, Cardiff, Wales, 13 oktober 2014):                                                                            |              | |
| Wales | 2 – 1        | Cyprus |
| David Cotterill 13' Hal Robson-Kanu 23' | goals        | 36' Vincent Laban |
| Chris Coleman | bondscoach   | Pambos Hristodoulou |
| Wayne Hennessey Chris Gunter Neil Taylor Ashley Williams James Chester Gareth Bale Andy King Joe Ledley Simon Church 6' George Williams 58' Hal Robson-Kanu 84' | opstellingen | Anastasios Kissas Marios Antoniadis Giorgos Merkis 68' Marios Nikolaou Konstantinos Makridis Vincent Laban Dimitris Hristofi Giorgis Efraim 29' Dosa Júnior Haris Kyriakou Pieros Sotiriou |
| David Cotterill 6' David Edwards 58' Jake Taylor 84' | wissels      | 29' 85' Angelis Haralambous 68' Nektarios Alexandrou 85' Andreas Papathanasiou |
| Joe Ledley 5' David Cotterill 34' Gareth Bale 48' David Edwards 90+1'                                                                                           | gele kaarten | 5' Marios Nikolaou 39' Angelis Haralambous 64' Pieros Sotiriou 85' Haris Kyriakou 90+4' Giorgos Merkis                                                                                     |
| Andy King 47' | rode kaarten | |
| - Debuut van Jake Taylor (Reading FC) voor Wales. |              | |

### Zevende ontmoeting
| EK 2016 kwalificatie (scheidsrechter Szymon Marciniak, Strovolos, Cyprus, 3 september 2015): |              | |
| Cyprus | 0 – 1        | Wales |
| | goals        | 82' Gareth Bale |
| Pambos Hristodoulou | bondscoach   | Chris Coleman |
| Antonis Georgallidis Dosa Júnior Jason Dimitriou Giorgos Economidis Nestoras Mytidis 65' Kostas Haralambidis 75' Konstantinos Makridis Marios Antoniadis Konstantinos Laifis Andreas Makris 84' Marios Nikolaou | opstellingen | Wayne Hennessey Chris Gunter Neil Taylor Ashley Richards Ashley Williams David Edwards Andy King 68' Hal Robson-Kanu 90+3' Aaron Ramsey Ben Davies 90' Gareth Bale |
| Georgios Kolokoudias 65' Nikos Englezou 75' Pieros Sotiriou 84' | wissels      | 68' Sam Vokes 90' Simon Church 90+3' Shaun MacDonald |
| - Debuut van Nikos Englezou (AEK Larnaca) voor Cyprus. |              | |

KOP · A-internationals · Bondscoaches · Statistieken · Cypriotisch vrouwenelftal · Cyprus U21 · Cyprus U20 · Cyprus U19 · Cyprus U18 · Cyprus U17 · Cyprus U16
1960 – 1969 · 
1970 – 1979 · 
1980 – 1989 · 
1990 – 1999 · 
2000 – 2009 · 
2010 – 2019 ·
2020 − 2029
1960 · 
1961 · 
1962 · 
1963 · 
1964 · 
1965 · 
1966 · 
1967 · 
1968 · 
1969 · 
1970 · 
1971 · 
1972 · 
1973 · 
1974 · 
1975 · 
1976 · 
1977 · 
1978 · 
1979 · 
1980 · 
1981 · 
1982 · 
1983 · 
1984 · 
1985 · 
1986 · 
1987 · 
1988 · 
1989 · 
1990 · 
1991 · 
1992 · 
1993 · 
1994 · 
1995 · 
1996 · 
1997 · 
1998 · 
1999 · 
2000 · 
2001 · 
2002 · 
2003 · 
2004 · 
2005 · 
2006 · 
2007 · 
2008 · 
2009 · 
2010 · 
2011 · 
2012 · 
2013 ·
2014 ·
2015 ·
2016 ·
2017 ·
2018 ·
2019 ·
2020 ·
2021 ·
2022
Albanië ·
Andorra ·
Armenië ·
Azerbeidzjan ·
België ·
Bosnië en Herzegovina ·
Bulgarije ·
Canada ·
Denemarken ·
Duitsland ·
Engeland ·
Estland ·
Faeröer ·
Finland ·
Frankrijk ·
Georgië ·
Gibraltar · 
Griekenland ·
Hongarije ·
Ierland ·
IJsland ·
Irak ·
Iran ·
Israël ·
Italië ·
Japan ·
Joegoslavië ·
Jordanië ·
Kazachstan ·
Koeweit ·
Kosovo ·
Kroatië ·
Letland ·
Libanon ·
Litouwen ·
Luxemburg ·
Malta ·
Moldavië ·
Montenegro ·
Nederland ·
Noord-Ierland ·
Noord-Macedonië ·
Noorwegen ·
Oekraïne ·
Oostenrijk ·
Polen ·
Portugal ·
Roemenië ·
Rusland ·
San Marino ·
Saoedi-Arabië ·
Schotland ·
Servië ·
Slovenië ·
Slowakije ·
Sovjet-Unie ·
Spanje ·
Syrië ·
Tsjechië ·
Tsjecho-Slowakije ·
Wales ·
Wit-Rusland ·
Zweden ·
Zwitserland
FAW · A-internationals · Bondscoaches · Statistieken · Welsh vrouwenelftal · Brits olympisch elftal · Wales U21 · Wales U20 · Wales U19 · Wales U18 · Wales U17 · Wales U16
1876 – 1899 ·
1900 – 1919 ·
1920 – 1929 ·
1930 – 1939 ·
1940 – 1949 ·
1950 – 1959 ·
1960 – 1969 ·
1970 – 1979 ·
1980 – 1989 ·
1990 – 1999 ·
2000 – 2009 ·
2010 – 2019 ·
2020 − 2029
EK 2016 · 
EK 2020
WK 1958
1876 · 
1877 · 
1878 · 
1879 · 
1880 · 
1881 · 
1882 · 
1883 · 
1884 · 
1885 · 
1886 · 
1887 · 
1888 · 
1889 · 
1890 · 
1891 · 
1892 · 
1893 · 
1894 · 
1895 · 
1896 · 
1897 · 
1898 · 
1899 · 
1900 · 
1901 · 
1902 · 
1903 · 
1904 · 
1905 · 
1906 · 
1907 · 
1908 · 
1909 · 
1910 · 
1911 · 
1912 · 
1913 · 
1914 · 
1915 · 1916 · 1917 · 1918 · 1919 · 
1920 · 
1921 · 
1922 · 
1923 · 
1924 · 
1925 · 
1926 · 
1927 · 
1928 · 
1929 · 
1930 · 
1931 · 
1932 · 
1933 · 
1934 · 
1935 · 
1936 · 
1937 · 
1938 · 
1939 · 
1940 · 1941 · 1942 · 1943 · 1944 · 1945 · 
1946 · 
1947 · 
1948 · 
1949 · 
1950 · 
1952 · 
1952 · 
1953 · 
1954 · 
1955 · 
1956 · 
1957 · 
1958 · 
1959 · 
1960 · 
1961 · 
1962 · 
1963 · 
1964 · 
1965 · 
1966 · 
1967 · 
1968 · 
1969 · 
1970 · 
1971 · 
1972 · 
1973 · 
1974 · 
1975 · 
1976 · 
1977 · 
1978 · 
1979 · 
1980 · 
1981 · 
1982 · 
1983 · 
1984 · 
1985 · 
1986 · 
1987 · 
1988 · 
1989 · 
1990 · 
1991 · 
1992 · 
1993 · 
1994 · 
1995 · 
1996 · 
1997 · 
1998 · 
1999 · 
2000 · 
2001 · 
2002 · 
2003 · 
2004 · 
2005 · 
2006 · 
2007 · 
2008 · 
2009 · 
2010 · 
2011 · 
2012 · 
2013 · 
2014 · 
2015 · 
2016 · 
2017 ·
2018 ·
2019 ·
2020 ·
2021 ·
2022 ·
2023
Albanië ·
Andorra ·
Argentinië ·
Armenië ·
Australië ·
Azerbeidzjan ·
België ·
Bosnië en Herzegovina ·
Brazilië ·
Bulgarije ·
Canada ·
Chili ·
China ·
Costa Rica ·
Cyprus ·
DDR ·
Denemarken ·
Duitsland ·
Engeland ·
Estland ·
Faeröer ·
Finland ·
Frankrijk ·
Georgië ·
Gibraltar ·
Griekenland ·
Hongarije ·
Ierland ·
IJsland ·
Iran ·
Israël ·
Italië ·
Jamaica ·
Japan ·
Joegoslavië ·
Kazachstan ·
Koeweit ·
Kroatië ·
Letland ·
Liechtenstein ·
Luxemburg ·
Malta ·
Mexico ·
Moldavië ·
Montenegro ·
Nederland ·
Nieuw-Zeeland ·
Noord-Ierland ·
Noord-Macedonië ·
Noorwegen ·
Oekraïne ·
Oostenrijk ·
Panama ·
Paraguay ·
Polen ·
Portugal · 
Qatar ·
Roemenië ·
Rusland ·
San Marino ·
Saoedi-Arabië ·
Schotland ·
Servië ·
Servië en Montenegro ·
Slovenië ·
Slowakije ·
Sovjet-Unie ·
Spanje ·
Trinidad & Tobago ·
Tsjechië ·
Tsjecho-Slowakije ·
Tunesië ·
Turkije ·
Uruguay ·
Verenigde Staten ·
Wit-Rusland ·
Zuid-Korea ·
Zweden ·
Zwitserland
Engeland (2016) · 
Denemarken (2021) · 
Italië (2021) · 
Rusland (2016) ·
Slowakije (2016) · 
Turkije (2021) · 
Zwitserland (2021)